# ノースバンクーバー (ブリティッシュコロンビア州)
≈
ノースバンクーバー市（英: City of North Vancouver）は、カナダ、ブリティッシュコロンビア州のバラード入江北岸に位置する都市。バンクーバーの対岸にあり、一般にバンクーバーの郊外として知られる。また、地方行政区ではメトロバンクーバーに属し、バンクーバー大都市圏の一部を形成している。

## 地理
南はバラード入江を挟んでバンクーバーがあり、東西と北はノースバンクーバー地区に囲まれている。ロンズデール周辺には高層住宅街があり、市内の人口が集中している。
ノースバンクーバー地区やウェストバンクーバー地区と多くの共通点があり、3つの都市を合わせて1つのエリア（北岸地域）と見なすこともある。ノースバンクーバー地区とノースバンクーバー市は行政サービスに違いが見られるが、一般に区別せず総称して「ノースバンクーバー」と呼ぶことが多い。

## 歴史
バラード入江沿岸では最も早い入植が見られた場所で、19世紀後半、北岸地域全体を含む都市「ノースバンクーバー」が組織されていった。しかし、1890年代、ノースバンクーバーは財政破綻に合い、1907年、法的に破産する。この結果、都市はウェストバンクーバー地区とノースバンクーバー地区に分割され、ノースバンクーバー市はわずかなエリアだけを残し、現在の姿となる。

## 交通

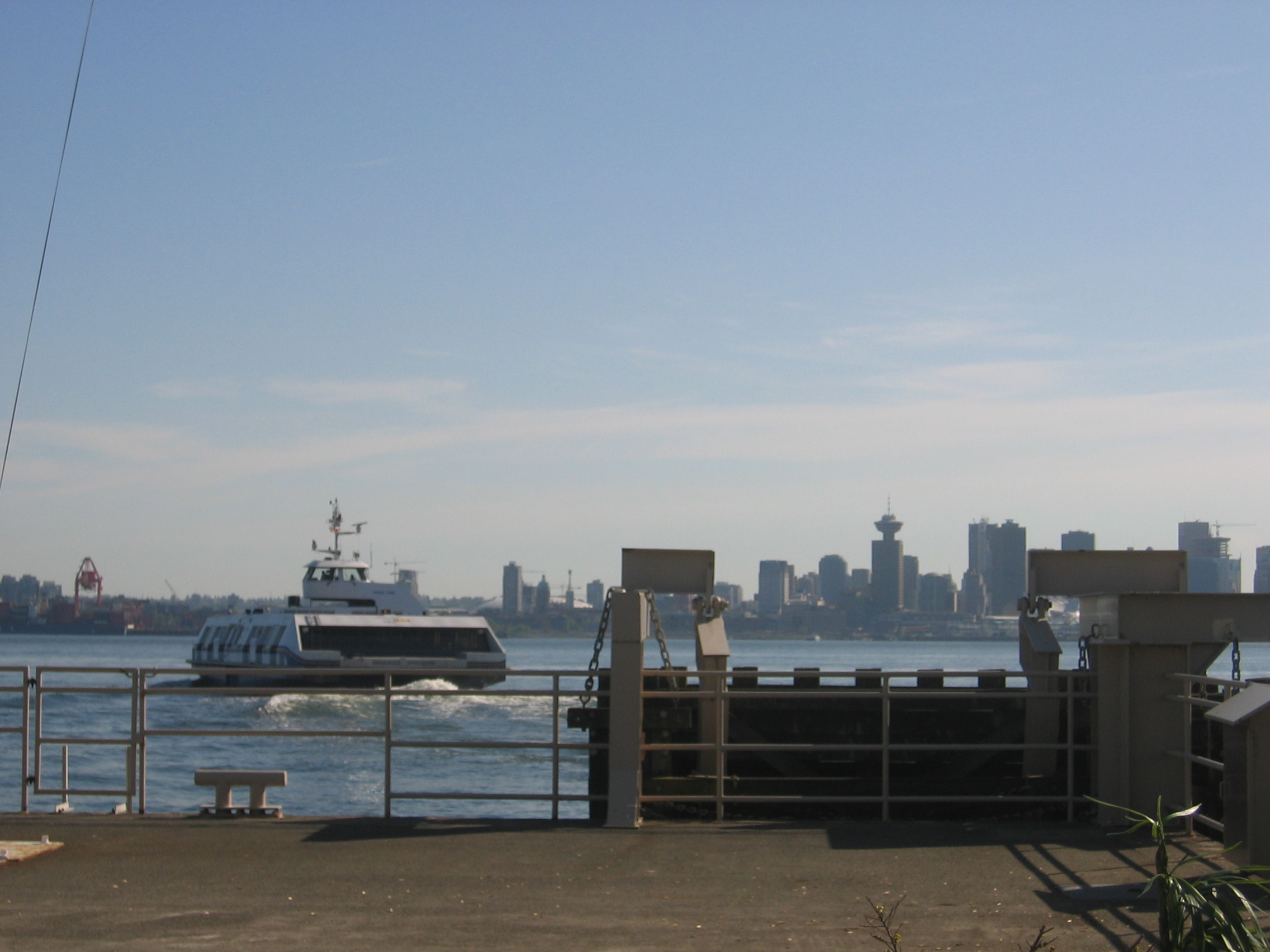
シーバスと対岸のバンクーバー

対岸のバンクーバーとはライオンズゲートブリッジ、アイアンワーカーズメモリアル・セカンドナローズクロッシングの2つの道路橋で結ばれている。また、トランスリンクが運航しているシーバスと呼ばれるフェリーによっても行き来できる。市バスはこのトランスリンクとコーストマウンテンバスによって運営されており、そのハブ・ターミナルはシーバスの北側ターミナルでもあるロンズデール・キーにある。

### メインストリート
メインストリートはロンズデール通り（Lonsdale Avenue）であり、ロンズデール・キーより北へ伸びている。

### ハイウェイ
トランスカナダハイウェイの一部であるHWY1号線（Highway 1）が市内の北部を走っている。

## 経済

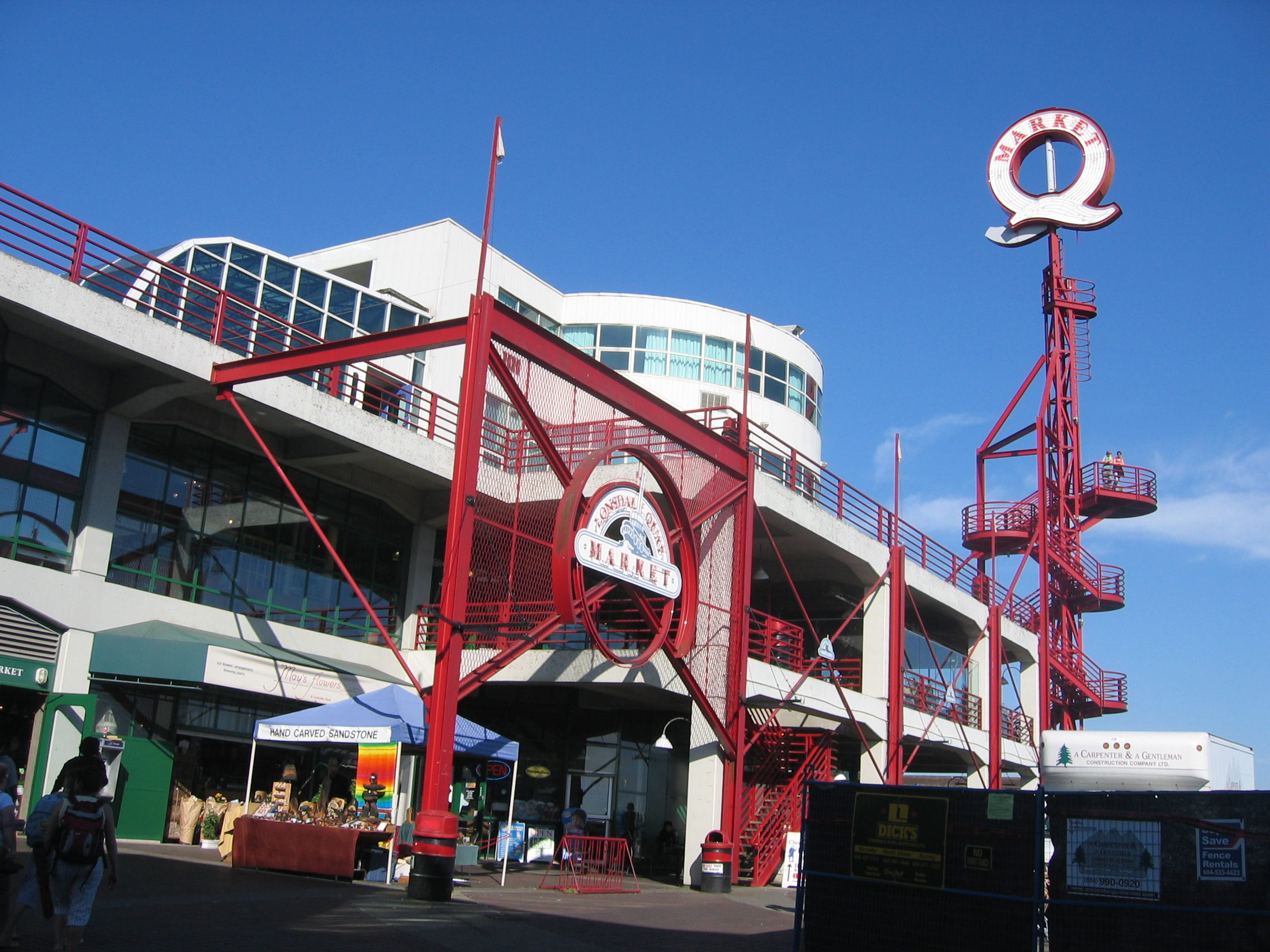
ロンズデール・キーのマーケット

運送業や化学工業、映画制作などの産業がよく知られる。

## 姉妹都市
- 千葉市 （日本 千葉県）
- 恵州市   （中華人民共和国 広東省）